# Departament Central d'Intel·ligència
|  | «GRU» redirigeix aquí. Vegeu-ne altres significats a «GRU (desambiguació)». |

El GRU (ГРУ) o Glàvnoie Razvédivatelnoie Upravlénie (en rus:Главное разведывательное управление, Departament Central d'Intel·ligència) és el servei d'intel·ligència militar de les Forces Armades de la Federació Russa i, anteriorment, de la Unió Soviètica.
El GRU va ser creat a 1918 per ordre del Consell Militar Revolucionari de l'Exèrcit Roig, sota la direcció de Lev Trotski, amb l'objectiu de coordinar les accions de les agències d'intel·ligència de l'exèrcit. La seva mateixa existència va romandre desconeguda per als serveis secrets estrangers fins a diverses dècades després.
Històricament, el GRU ha tingut una forta rivalitat amb el KGB, ja que tots dos han intentat ocupar sempre l'espai de l'altra des que Lenin va prohibir específicament a la Txekà d'infiltrar-se al GRU. Si el KGB era una organització més visible i va ser desmembrada en diversos serveis diferents després de la dissolució de l'URSS (FSB, SVR, FAPSI, etc), el GRU és molt més discret i s'ha mantingut com un veritable "estat dins de l'estat" sense transformacions significatives. Els seus desertors han pertangut sempre a nivells perifèrics, i en general es desconeix gairebé tot sobre la seva estructura interna, pressupost, rellevància, recursos i operacions. Del poc que se sap, és conegut que el GRU va preparar amagatalls amb armes als Estats Units i altres països, per al cas que es produís una guerra contra l'URSS.
Del GRU depèn també l'elit dels comandos d'operacions especials spetsnaz, coneguts com a spetsnaz GRU. També analitzen la informació satel·litària obtinguda per les Tropes Còsmiques a través de les instal·lacions de seguiment espacial de Vatútinki, particularment pel que fa a qüestions relacionades amb la guerra nuclear. Stanislav Petrov va ser un tinent coronel del GRU assignat a aquestes funcions.
Si bé en sentit estricte el GRU és un servei d'intel·ligència militar, tasca que realitza de manera excel·lent des de la seva fundació, se sospita que també té interès en moltes àrees només vagament relacionades amb les forces armades, des de l'adquisició de tecnologies fins a l'espionatge econòmic.
La seva seu oficial es troba en el denominat Aquari, un complex d'edificis situats a l'aeròdrom de Moscou-Khodinka, dins de l'àrea urbana de Moscou.